# Philipp Crone
Philipp Crone (* 16. März 1977 in Köln) ist ein ehemaliger deutscher Hockeyspieler, der 2002 und 2006 Weltmeister wurde.

## Karriere
Philipp Crone spielte für Rot-Weiß München. Mit diesem Verein wurde er 2001 Deutscher Hallenmeister.
1997 stand Crone im DHB-Kader, der bei der Halleneuropameisterschaft und bei der FIH Champions Trophy gewann. Ab 1998 war der Innenverteidiger Stammspieler in der deutschen Hockeynationalmannschaft. Auf Weltmeisterschaftsbronze 1998 folgten 1999 gleich zwei Europameistertitel, als das Team sowohl in der Halle als auch im Freien siegte. Bei seiner ersten Olympiateilnahme 2000 wurde er lediglich Fünfter. Auf den Halleneuropameistertitel 2001 folgte der neuerliche Sieg in der FIH Champions Trophy. 2002 wurde Crone dann mit der deutschen Mannschaft in Kuala Lumpur (Malaysia) Weltmeister. 2003 stand Crone bei drei internationalen Meisterschaften hintereinander im siegreichen Team: Er wurde Europameister, Hallenweltmeister und Halleneuropameister. Bei den Olympischen Spielen 2004 war die deutsche Mannschaft als amtierender Welt- und Europameister Favorit, verlor aber im Halbfinale gegen die Niederlande; gegen die Spanier sicherte die Mannschaft dann die Bronzemedaille. 2006 in Mönchengladbach wurde Crone zum zweiten Mal Weltmeister.
Für seine sportlichen Erfolge erhielt er das Silberne Lorbeerblatt.
Im Mai 2007 beendete Philipp Crone seine Karriere, um sich ganz seinem Beruf als Journalist widmen zu können. Als Journalist ist Crone in der Sportredaktion des Bayerischen Fernsehens, für das ZDF sowie für die Süddeutsche Zeitung aktiv. Mit 349 Länderspielen, davon 22 in der Halle, übertraf Crone Björn Michel. Er blieb bis 2012 Rekordnationalspieler, bis er von Matthias Witthaus überholt wurde.

## Belege
1. ↑  Google-Link: HockeyPlatz.de-Hockey Nationalteams: .... die Hockeyweltmeister von Kuala Lumpur erhielten... das Silberne Lorbeerblatt verliehen .... Clemens Arnold, Björn Emmerling und Philipp Crone ...
2. ↑  Philipp Crone. In: Süddeutsche Zeitung. Abgerufen am 14. Januar 2020.
3. ↑  Porträt beim DHB
4. ↑  Witthaus alleiniger Hockey-Rekord-Nationalspieler (Memento vom 21. Mai 2016 im Internet Archive) auf handelsblatt.com